# Batalla de Ringmere
La Batalla de Ringmere (nórdico antiguo: Hringmaraheiðr; inglés antiguo: Hringmere-hǣð; inglés moderno: Ringmere Heath) fue un conflicto armado entre vikingos daneses y anglosajones de Estanglia. Forma parte del final de la campaña de conquista de Svend I de Dinamarca a Inglaterra, un conflicto militar que aparece citado en la crónica anglosajona y las sagas nórdicas. 
Tras el saqueo de Thetford (1004) las hordas de Svend se enfrentaron a los anglosajones y según menciona el escaldo Sigvatr Þórðarson, el triunfo de Etelredo II el Indeciso, aliado de Olaf II de Noruega, fue decisivo para frenar el expansionismo danés. 
La batalla tuvo lugar en el territorio del thane de reino de Estanglia, Ulfcytel Snillingr, en algún lugar cerca de Wretham o según otras fuentes Rymer, en Suffolk.
La crónica anglosajona menciona el intento de Ulfcytel y los "cancilleres en East Anglia" de pactar una tregua con el rey vikingo, pero Svend rompió la tregua avanzando hacia Thetford donde parte del fyrd (milicia anglosajona) se enfrentó en el campo de batalla. Svend sufrió grandes pérdidas, y no llegó a ser peor porque Ulfcytel no dio orden de destruir las naves vikingas. Los vikingos abandonaron Inglaterra sin más devastación que la mencionada en la crónica de la batalla.
Esta versión se contradice con la crónica de Juan de Worcester que data la batalla en el año 1010; tras tres meses de devastación y saqueo los daneses derrotaron a los anglosajones, arrasando Estanglia y quemando las plazas de Thetford y Cambridge. Posiblemente se trataba de otro ataque con los mismos protagonistas y abundantes bajas.